# Rosselia bracteata
Rosselia bracteata är en tvåhjärtbladig växtart som beskrevs av Lewis Leonard Forman. Rosselia bracteata ingår i släktet Rosselia och familjen Burseraceae. Inga underarter finns listade i Catalogue of Life.